# Onceo
Onceo (en griego, Όγκειον) fue un antiguo asentamiento griego situado en Arcadia.
Según la mitología griega, en este lugar reinó Oncio, a quien se consideraba hijo de Apolo.
Pausanias la sitúa a orillas del río Ladón, a continuación de que este atraviese Telpusa. Añade que allí se encontraba un santuario de Deméter Erinis. Cerca de este lugar el río Ladón dejaba a un lado un santuario de Apolo Onceatas y al otro lado, otro de Asclepio Niño.